# Aminé
Aminé (* 18. April 1994 in Portland, Oregon; bürgerlich Adam Aminé Daniel) ist ein US-amerikanischer Rapper.

## Leben
Der Sohn eritreischer Eltern wollte ursprünglich Basketballer werden und nahm sich Kobe Bryant zum Vorbild. Sein fehlendes Engagement regelmäßig zu trainieren, verhinderte diesen Plan jedoch. Aminés Cousin führte ihn schließlich in die RnB-Welt ein. Hip-Hop entdeckte er dann für sich selbst. Was als Scherz mit Diss-Tracks gegen rivalisierte Highschool-Mannschaften begann, entwickelte sich schnell zu einem ernsthaften Karriereplan.
Seine erste Single trägt den Namen Caroline. Nach eigenen Angaben wollte Aminé mit dem Stück nichts Geringeres als ein neues Billie Jean schreiben.
Im Sommer 2017 veröffentlichte er sein offizielles Debütalbum Good For You. Gut ein Jahr später folgte OnePointFive, das er als „EP-LP-Mixtape-Album“ bezeichnete.

## Diskografie
Studioalben
- 2017: Good for You
- 2018: OnePointFive
- 2020: Limbo
- 2021: TwoPointFive
- 2025: 13 Months of Sunshine

Kollaboalben
- 2023: Kaytraminé (mit Kaytranada)

EPs
- 2014: En Vogue EP

Mixtapes
- 2014: Odyssey to Me
- 2015: Calling Brío

Singles
- 2016: Caroline (UK: Gold)
- 2016: Baba
- 2017: Redmercedes (US: Gold)
- 2017: Heebiejeebies (feat. Kehlani, US: Platin)
- 2017: Turf
- 2017: Wedding Crashers (feat. Offset)
- 2017: Spice Girl (US: Platin)
- 2018: Campfire (feat. Injury Reserve)
- 2018: Reel It In (UK: Silber; US: ×2Doppelplatin )

## Auszeichnungen für Musikverkäufe
| Goldene Schallplatte - Brasilien - 2023: für die Single Caroline - Neuseeland - 2022: für das Album OnePointFive - Portugal - 2022: für die Single Reel It In - 2022: für die Single Caroline | Platin-Schallplatte - Brasilien - 2023: für die Single Reel It In - Kanada - 2017: für die Single Caroline - Neuseeland - 2020: für das Album Good for You - 2022: für die Single Heebiejeebies - 2022: für die Single Spice Girl 2× Platin-Schallplatte - Neuseeland - 2024: für die Single Reel It In 4× Platin-Schallplatte - Neuseeland - 2025: für die Single Caroline |

Anmerkung: Auszeichnungen in Ländern aus den Charttabellen bzw. Chartboxen sind in ebendiesen zu finden.
| Land/RegionAuszeichnungen für Musikverkäufe (Land/Region, Auszeichnungen, Verkäufe, Quellen) | Silber  | Gold     | Platin       | Verkäufe   | Quellen              |
| -------------------------------------------------------------------------------------------- | ------- | -------- | ------------ | ---------- | -------------------- |
| Brasilien (PMB)                                                                              | —       | Gold1    | Platin1      | 70.000     | pro-musicabr.org.br  |
| Kanada (MC)                                                                                  | —       | —        | Platin1      | 80.000     | musiccanada.com      |
| Neuseeland (RMNZ)                                                                            | —       | Gold1    | 9× Platin9   | 262.500    | radioscope.co.nz NZ2 |
| Portugal (AFP)                                                                               | —       | 2× Gold2 | —            | 10.000     | Einzelnachweise      |
| Vereinigte Staaten (RIAA)                                                                    | —       | Gold1    | 11× Platin11 | 11.500.000 | riaa.com             |
| Vereinigtes Königreich (BPI)                                                                 | Silber1 | Gold1    | —            | 600.000    | bpi.co.uk            |
| Insgesamt                                                                                    | Silber1 | 6× Gold6 | 22× Platin22 |            |                      |